# Sterope (Pleiade)
Sterope (Oudgrieks: Στερόπη), ook wel Asterope (Ἀστερόπη), is een naam uit de Griekse mythologie die "flitsende licht" of "bliksem" betekent. De naam komt voor bij verschillende figuren, waarvan de bekendste een van de zeven Pleiaden is. 

## Sterope als Pleiade
Sterope is een van de zeven dochters van de Titaan Atlas en de Oceanide Pleione.  Volgens sommige verhalen was Sterope de vrouw van koning Oenomaus van Pisa, of zijn moeder door Ares. Ze zou de moeder zijn van Oenomaus en Evenus.